# Rhyacophila tralala
Rhyacophila tralala là một loài Trichoptera trong họ Rhyacophilidae. Chúng phân bố ở miền Tân bắc.